# سوارنظام لک و پیس
سوارنظام لک و پیس (نام علمی: Salanoemia sala) نام یک گونه از سرده سالانوئمیا است.